# Университет Квебека в Римуски
Университет Квебека в Римуски — отделение Университета Квебека в городе Римуски. Большинство студентов университета — жители восточного Квебека, также есть определённое количество студентов из Африки, главным образом из стран-участников Франкофонии.

## История

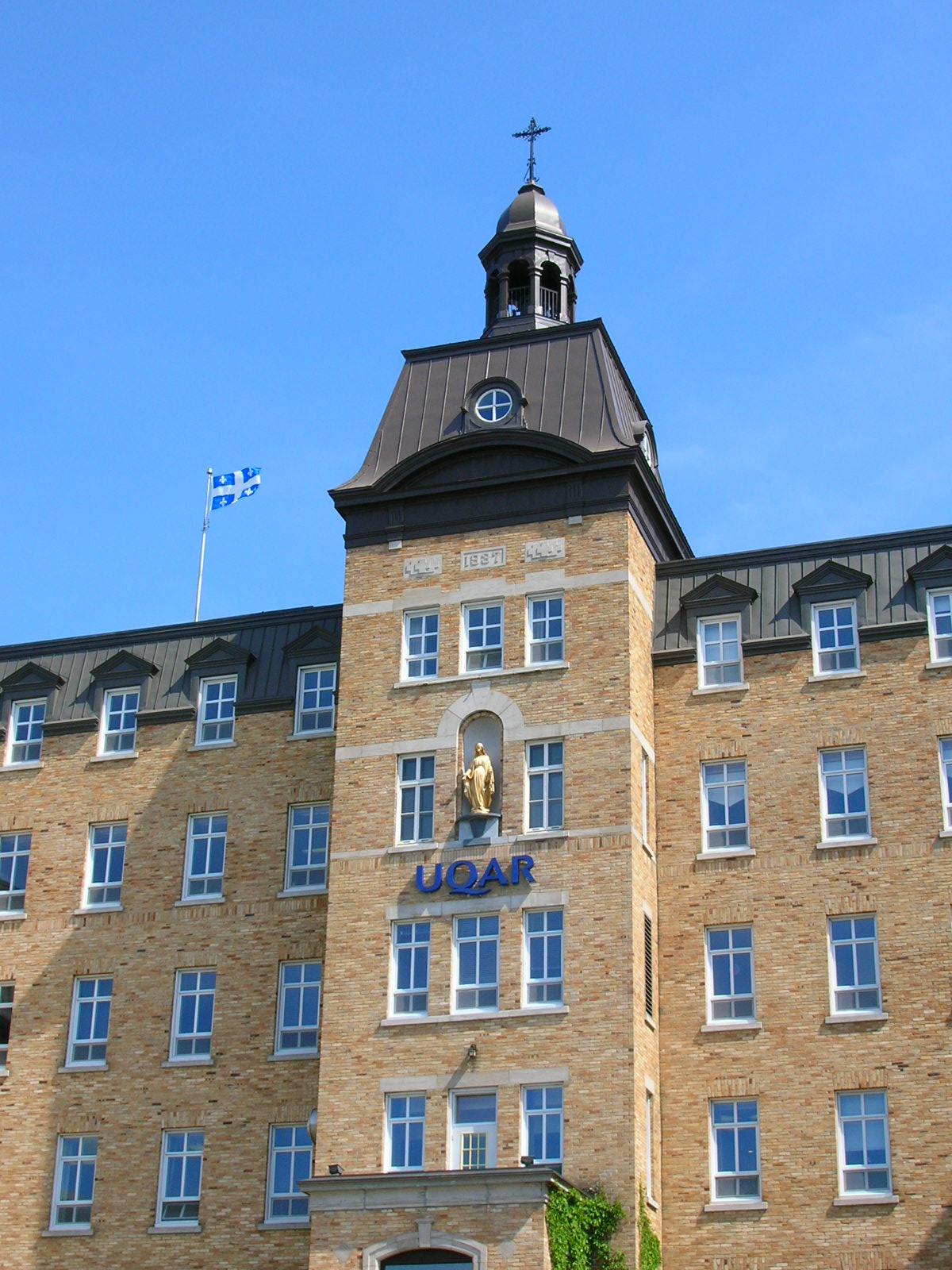
Фасад главного корпуса университета

На месте нынешнего университета в 1906, был возведён первый в восточной части Квебека монастырь урсулинок. Это здание сгорело в 1937 году, но восстановлено в 1938. До 1969 года в монастыре прошли обучение более 20 000 молодых девушек. Сам Университет Квебека в Римуски был основан в 1969 году, как часть системы университета Квебека. В 1971 году университет возобновил подготовку медсестёр, которая раньше осуществлялась как подготовка сестёр милосердия. Также были открыты отделения для подготовки специалистов в области гуманитарных наук, бизнеса и строительства.
С момента своего основания в 1969 году по 2006 год университет выдал более 32 000 дипломов и сертификатов не только в Римуски, но и в нескольких городах Гаспе, Северного побережья и в низовьях реки Святого Лаврентия.

## Университет Квебека в Римуски сегодня
Сегодня Университет Квебека в Римуски представляет собой хорошо отработанный университет, настоящий магнит для студентов из восточной части провинции Квебек. Университет привлекает студентов и из других регионов Квебека, в том числе хорошие программы по биологии, географии и изучении моря.
Университет имеет двойную цель. Во-первых, как один из университетов в регионе, он предлагает молодым людям из Гаспе, Ба-Сен-Лоран и Кот-Нор получить высшее образование недалеко от дома. Второй кампус университета находится в Леви, возле города Квебек.
С другой стороны, университет проводит перспективные исследования и подготовку кадров на высоком уровне, особенно в трех областях: наука о море, региональное развитие и полярные исследования. Кроме того университет является частью научно-исследовательских проектов Университета Квебека.
Студенческий городок включает в себя студенческое общежитие (314 мест) и спортивный центр с тренажерным залом и многофункциональный тренажерный зал.

## Академические программы
Университет предлагает следующие образовательные программы:
- Бухгалтерия
- Администрирование
- Искусств
- Компьютерные науки
- Биология
- Химия
- Социальное развитие и анализ социальных проблем
- Дошкольное и начальное образование
- Этика
- Инженерное дело: специализации в Компьютерной Инженерии и Механической Инженерии
- Преподавание в средней школе
- История
- Литература
- Магистр бизнес-администрирования
- Сестринское дело
- Океанография
- Персональный менеджмент
- Персональный менеджмент на рабочем месте
- Менеджер проектов
- Психосоциология
- Школьная и социальная адаптация
- Главные области исследований в УКВР:
- Развитие регионов
- Морские науки
- Институт морских наук в Римуски